# Lonchophylla hesperia
Lonchophylla hesperia (Allen, 1908) è un pipistrello della famiglia dei Fillostomidi diffuso nell'America meridionale.

## Descrizione

### Dimensioni
Pipistrello di piccole dimensioni, con la lunghezza della testa e del corpo tra 60 e 68 mm, la lunghezza dell'avambraccio tra 35 e 41 mm, la lunghezza della coda tra 7 e 13 mm, la lunghezza del piede tra 8 e 15 mm, la lunghezza delle orecchie tra 10 e 16 mm e un peso fino a 10 g.

### Aspetto
La pelliccia è di lunghezza media e morbida. Le parti dorsali sono marroni chiare, più scure sulla testa e con la base dei peli biancastra, mentre le parti ventrali sono bruno-grigiastre. Il muso è lungo, con il labbro inferiore attraversato da un profondo solco longitudinale contornato da due cuscinetti carnosi e che si estende ben oltre quello superiore. La foglia nasale è lanceolata, ben sviluppata e con la porzione anteriore saldata al labbro superiore. Le orecchie sono corte, triangolari con l'estremità arrotondata e ben separate tra loro. Le ali sono attaccate posteriormente sulle caviglie. La coda è corta e fuoriesce con l'estremità dalla superficie dorsale dell'uropatagio. Il calcar è più corto del piede.

## Biologia

### Alimentazione
Si nutre di nettare, polline e insetti.

## Distribuzione e habitat
Questa specie è diffusa nell'Ecuador sud-occidentale e nel Perù nord-occidentale.
Vive foreste secche sub-tropicali. 

## Conservazione
La IUCN Red List, considerato il declino significativo stimato in poco meno del 30% negli ultimi 10 anni a causa della perdita del proprio habitat, classifica L.hesperia come specie prossima alla minaccia di estinzione (Near Threatened).